# Dean Starkman
Dean Starkman és un periodista i escriptor, guanyador d'un Premi Pulitzer l'any 1994.
És editor en cap de la Columbia Journalism Review. És el responsable de la Comissió d'Auditoria, un projecte en línia de periodisme financer. Un reporter de dues dècades, Starkman recentment va ser Katrina Mitjans Fellow a l'Institut de la Societat Oberta, que cobreix la resposta de la indústria d'assegurances per l'huracà Katrina, i va passar un any cobrint els delictes de coll blanc contractat pel diari The Washington Post. Com a mèrits més destacables cal mencionar els vuit anys en els quals va ser escriptor al Wall Street Journal, així com el fet d'haver estat cap de la unitat d'investigació de The Providence Journal on va guanyar nombrosos premis nacionals i regionals i va ajudar a dirigir l'equip que va guanyar el Premi Pulitzer 1994 per a investigacions. És graduat a la Universitat McGill i a l'Escola de Periodisme de la Universitat de Colúmbia.
L'any 1994, el diari Providence Journal va ser guardonat amb el Premi Pulitzer d'investigació periodística. Starkman liderava l'equip de periodistes que va destapar la corrupció de la Cort Judicial de Rhode Island.

## Obra
- Starkman, Dean. The watchdog that didn't bark : the financial crisis and the disappearance of investigative reporting, 2014. ISBN 978-0-231-53628-8.